# 1993-as Formula–1 olasz nagydíj
Az olasz nagydíj volt az 1993-as Formula–1 világbajnokság tizenharmadik futama.

## Futam
Monzában is a Williamsek domináltak az időmérőn: Prost szerezte meg a pole-t Hill előtt, míg Alesi a Ferrari hazai versenyén a harmadik helyről indult. A rajtnál Alesi megelőzte Hillt, Senna is megpróbálta megelőzni a britet, de összeértek és a kilencedik-tizedik helyre estek vissza. Schumacher az első kör közepén megelőzte Alesit a második helyért. Senna Brundle-lal harcolt a hatodik helyért, de nekiütközött, és mindketten kiestek. Hill ezzel két pozíciót lépett előre, majd újabb kettőt nyert, amikor Herbert a 15. körben kicsúszott, a következő körben pedig Berger felfüggesztése tönkrement. Ezt követően megelőzte Alesit a 18. körben, a 22.-ben pedig Schumacher kiesésével (motorhiba) a második helyre lépett fel. Prost a 49. körben (5 körrel a leintés előtt) kiesett motorhiba miatt, így Hill sorozatban harmadik győzelmét szerezte meg. Alesi második, Andretti harmadik, Wendlinger negyedik lett.
A sportág egyik legérdekesebb befutóját szolgáltatta. Az utolsó kör végén Pierluigi Martini és Christian Fittipaldi Minardijainak kerekei összeértek. Ennek eredményeképp Fittipaldi autója a levegőbe emelkedett és egy közel tökéletes hátraszaltó után autója a kerekeire esett vissza, majd végigcsúszott a célvonalon. Mindkét versenyző sértetlen maradt, egyikük sem veszített pozíciót a balesetben.
A nagydíj után a McLaren elbocsátotta Michael Andrettit és Mika Häkkinent igazolta a helyére.
| Helyezés | #  | Versenyző            | Csapat/Motor          | Körök | Idő/Kiesés oka | Rajthely | Pontszám |
| -------- | -- | -------------------- | --------------------- | ----- | -------------- | -------- | -------- |
| 1        | 0  | Damon Hill           | Williams-Renault      | 53    | 1:17:07,509    | 2        | 10       |
| 2        | 27 | Jean Alesi           | Ferrari               | 53    | +40,012        | 3        | 6        |
| 3        | 7  | Michael Andretti     | McLaren-Ford          | 52    | +1 kör         | 9        | 4        |
| 4        | 29 | Karl Wendlinger      | Sauber                | 52    | +1 kör         | 15       | 3        |
| 5        | 6  | Riccardo Patrese     | Benetton-Ford         | 52    | +1 kör         | 10       | 2        |
| 6        | 20 | Érik Comas           | Larrousse-Lamborghini | 52    | +1 kör         | 20       | 1        |
| 7        | 24 | Pierluigi Martini    | Minardi-Ford          | 51    | +2 kör         | 22       |          |
| 8        | 23 | Christian Fittipaldi | Minardi-Ford          | 51    | +2 kör         | 24       |          |
| 9        | 19 | Philippe Alliot      | Larrousse-Lamborghini | 51    | +2 kör         | 16       |          |
| 10       | 22 | Luca Badoer          | Lola-Ferrari          | 51    | +2 kör         | 25       |          |
| 11       | 11 | Pedro Lamy           | Lotus-Ford            | 49    | Elektronika    | 26       |          |
| 12       | 2  | Alain Prost          | Williams-Renault      | 48    | Motorhiba      | 1        |          |
| 13       | 4  | Andrea de Cesaris    | Tyrrell-Yamaha        | 47    | Olajnyomás     | 18       |          |
| 14       | 3  | Katajama Ukjó        | Tyrrell-Yamaha        | 47    | +6 kör         | 17       |          |
| Kiesett  | 21 | Michele Alboreto     | Lola-Ferrari          | 23    | Felfüggesztés  | 21       |          |
| Kiesett  | 5  | Michael Schumacher   | Benetton-Ford         | 21    | Motorhiba      | 5        |          |
| Kiesett  | 26 | Mark Blundell        | Ligier-Renault        | 20    | Kicsúszás      | 14       |          |
| Kiesett  | 28 | Gerhard Berger       | Ferrari               | 15    | Felfüggesztés  | 6        |          |
| Kiesett  | 12 | Johnny Herbert       | Lotus-Ford            | 14    | Kicsúszás      | 7        |          |
| Kiesett  | 25 | Martin Brundle       | Ligier-Renault        | 8     | Baleset        | 12       |          |
| Kiesett  | 8  | Ayrton Senna         | McLaren-Ford          | 8     | Baleset        | 4        |          |
| Kiesett  | 10 | Szuzuki Aguri        | Footwork-Mugen-Honda  | 0     | Motorhiba      | 8        |          |
| Kiesett  | 9  | Derek Warwick        | Footwork-Mugen-Honda  | 0     | Baleset        | 11       |          |
| Kiesett  | 30 | Jyrki Järvilehto     | Sauber                | 0     | Baleset        | 13       |          |
| Kiesett  | 14 | Rubens Barrichello   | Jordan-Hart           | 0     | Baleset        | 19       |          |
| Kiesett  | 15 | Marco Apicella       | Jordan-Hart           | 0     | Baleset        | 23       |          |

## A világbajnokság élmezőnyének állása a verseny után
| H  | Versenyzők         | Pont | H  | Konstruktőrök    | Pont |
| -- | ------------------ | ---- | -- | ---------------- | ---- |
| 1. | Alain Prost        | 81   | 1. | Williams-Renault | 139  |
| 2. | Damon Hill         | 58   | 2. | Benetton-Ford    | 62   |
| 3. | Ayrton Senna       | 53   | 3. | McLaren-Ford     | 60   |
| 4. | Michael Schumacher | 42   | 4. | Ligier-Renault   | 21   |
| 5. | Riccardo Patrese   | 20   | 5. | Ferrari          | 20   |

## Statisztikák
Vezető helyen:
- Alain Prost: 48 (1-48)
- Damon Hill: 5 (49-53)

Damon Hill 3. győzelme, 2. leggyorsabb köre, Alain Prost 32. pole-pozíciója.
- Williams 71. győzelme.

Andrea de Cesaris 200. versenye. Michael Andretti első és utolsó dobogós helyezése.